# Cicadellinae
Los cicadelinos (Cicadellinae) son una subfamilia de hemípteros auquenorrincos de la familia Cicadellidae. Hay 2 400 especies en 330 géneros agrupados en 2 tribus. Se alimentan del xilema de las plantas.

## Tribus
- Cicadellini
- Proconiini